# سانت سلنی
سانت سلنی (به اسپانیایی: Sant Celoni) یک شهرستان در اسپانیا است که در بارسلون واقع شده‌است.

## خصوصیات
سانت سلنی ۶۴٫۴ کیلومترمربع مساحت و ۱۷٬۰۷۶ نفر جمعیت دارد و ۱۵۲ متر بالاتر از سطح دریا واقع شده‌است.